# Szeverevetlevek
Szűcs Judith előző lemezének nagy sikerét követően a sorban 6. album, a Szeverevetlevek elkészítésére ismét Szikora Róbertet kérte fel az énekesnő. A lemez, illetve a kazetta borítóján már Szikora Róbert nevét tüntették fel, mint zeneszerző. Ezen a lemezen utolsó előtti számként szerepel az Itt a karácsony, mely dalt több hazai előadó is feldolgozott.

## A lemezen megjelent dalok[1]
1. Rock and Roll (Szikora Róbert)
2. Karolj belém (Szikora Róbert)
3. Mindhalálig szerelem (Szikora Róbert)
4. Bermuda (Szikora Róbert-Szikora Zsuzsa)
5. Salamon (Szikora Róbert)
6. Százszorszép illúzió (Szikora Róbert)
7. Szeverevetlevek (Szikora Róbert)
8. Északegyháza (Szikora Róbert-Szikora Zsuzsa)
9. Aprópénz (Miroslav Žbirka-Szikora Zsuzsa)
10. Itt a karácsony (Szikora Róbert-Szikora Zsuzsa)
11. Várj, ne menj el (Szikora Róbert)

## Közreműködtek
- Környei Attila – basszusgitár
- Barille Pasquale – dob
- Szikora Róbert – dobok, zongora, gitár
- Kozma Tibor – gitár
- Holló József – billentyűk
- Szűcs Judith – vokál, fütty
- Dés László, Zséli József – szaxofon
- Gőz László – harsona
- Fekete István, Marosi Zsolt – trombita